# Salvelinus obtusus
Salvelinus obtusus es una especie de pez de la familia Salmonidae en el orden de los Salmoniformes.

## Hábitat
Vive en zonas de  aguas dulces  templadas (54 ° N-51 ° N, 11 ° W-6 ° W).

## Distribución geográfica
Se encuentra en Irlanda.